# Мапетовци (филм)
Мапетовци (енгл. The Muppets) америчка је музичка комедија режисера Џејмса Бобина у којој главне улоге тумаче Џејсон Сигел, Ејми Адамс, Рашида Џоунс и Крис Купер.

## Улоге
- Џејсон Сигел као Гари, верни обожаватељ Мапетоваца[2]
- Ејми Адамс као Мери, учитељица у основној школи и Геријева дугогодишња девојка[2]
- Крис Купер као Текс Ричман, нафтни магнат који жели да уништи позориште Мапетоаваца како би се докопао нафте која се налази испод[2]
- Рашида Џоунс као Вероника, директорка телевизијске мреже Си-Ди-Еј[3][4]
- Џек Блек као Џек Блек, домаћин Телетона са Мапетовцима
- Алан Аркин[5][6] као водич на обиласку студија Мапетоваца
- Бил Кобс као дека
- Зак Галифанакис[5] као бескућник Џо
- Кен Џонг као домаћин емисије Удари учитеља
- Џим Парсонс као људска верзија Мапетовца Волтера
- Еди Пепитоне као поштар
- Кристен Шол[7] модератор групе за контролу беса
- Сара Силверман[8] хостеса у ресторану
- Доналд Главер као млађи руководилац телевизијске мреже Си-Ди-Еј

### Мапетовци
- Стив Витмир као Кермит, , Бикер, Статлер, Ризо, репортер[9]
- Ерик Џејкобсон као Мис Пиги, Фози, Животиња, орао Сем[9]
- Дејв Голц као Гонзо, др Бансен Ханидју, Волдорф[9]
- Бил Барета као пас Ролф, шведски кувар, медвед Бобо[9][10]
- Дејвид Радман као Скутер, Џенис, Мис Пуги[9]
- Мет Вогел као Флојд Пепер, Камила, Свитамс, робот из осамдесетих, луди Хари[9]
- Питер Линц као Волтер[9]

Архивски снимци Џима Хенсона, Френка Оза, Џерија Нелсона и Ричарда Ханта употребљени су у флешбековима и у програму The Muppet Show, током кога је Нелсон најавио Телетон са Мапетовцима по последи пут пре своје смрти 2012.

### Камео појављивања
- Емили Блант као рецепционерка Мис Пиги у часопису Вог
- Џејмс Каравил глуми себе[11]
- Лесли Фајст становница Смолтауна[12]
- Вупи Голдберг[11] глуми себе
- Селена Гомез глуми себе
- Дејв Грол[13] као Анимул
- Нил Патрик Харис[11] глуми себе
- Џад Херш[14] глуми себе
- Џон Красински[15] глуми себе
- Рико Родригез[16] глуми себе
- Мики Руни[17] као старац из Смолтауна